# Narzissmus

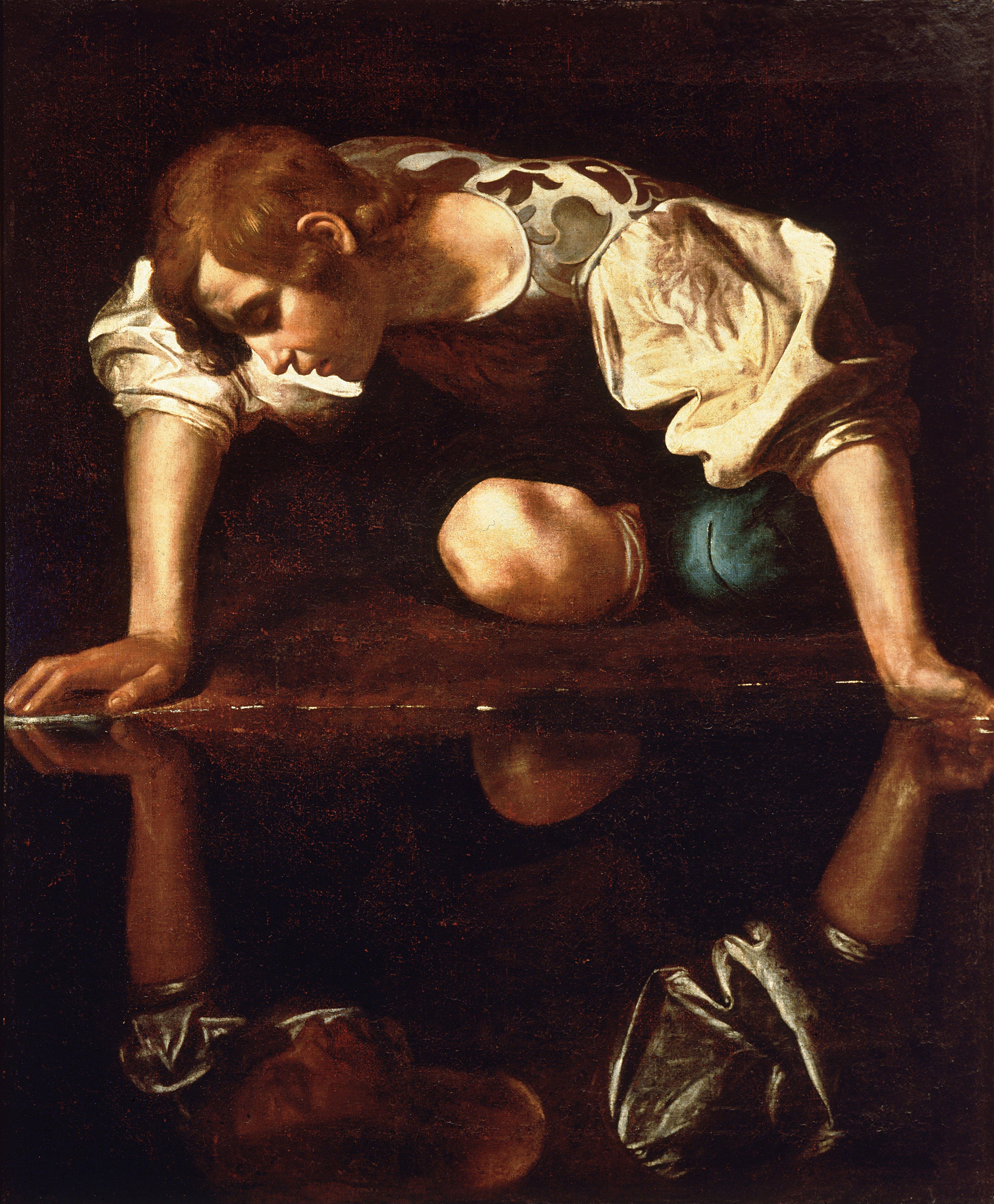
Narziss, Ölgemälde von Caravaggio, 1594–1596, Galleria Nazionale d’Arte Antica, Rom

Der Ausdruck Narzissmus (zu altgriechisch Νάρκισσος Nárkissos, lateinisch Narcissus, deutsch Narziss) steht alltagspsychologisch und umgangssprachlich im weitesten Sinne für die Selbstverliebtheit und Selbstbewunderung eines Menschen, der sich für wichtiger und wertvoller einschätzt, als urteilende Beobachter ihn charakterisieren.
In der Umgangssprache wird eine stark auf sich selbst bezogene Person, welche anderen Menschen geringere Beachtung als sich selbst schenkt, als Narzisst bezeichnet. Ein derartiger Gebrauch des Wortes Narzissmus schließt meist ein negatives moralisches Werturteil über die betreffende Person ein.
Bei den narzisstischen Personen unterscheidet der Duden zwischen Narzisst (Umgangssprache) und Narziss (Bildungssprache).
Der Begriff Narzissmus steht in Verbindung mit einer Vielzahl sehr unterschiedlicher psychologischer, sozialwissenschaftlicher, kulturwissenschaftlicher und philosophischer Konzepte. Was genau mit Narzissmus gemeint ist, hängt dann jeweils vom betreffenden theoretischen Konzept ab. Abzugrenzen ist die narzisstische Persönlichkeitsstörung nach ICD-10 und DSM-5.

## Allgemeines
Die Diagnose Narzissmus und das Prädikat narzisstisch dienen im allgemeinen Sprachgebrauch der kritisch-polemischen Kennzeichnung einer Person, die sich den Ansprüchen der Gemeinschaft auf spezifische Weise zugunsten eines überhöhten Ich-Anspruchs entzieht. Tatsächlich markiert der Vorwurf des Narzissmus einen Konflikt zwischen der Einschätzung von außen und der Selbsteinschätzung des Narzissten, dessen Bewusstsein sich genau in dem Maße narzisstisch verhält, wie es sich gegen solche Kritik immunisiert. Typisch narzisstisch scheint zu sein, den eigenen Narzissmus zu bejahen, wie neuere Untersuchungen nahelegen.
Im Sinn einer Einschätzung von außen allerdings geht die Diagnose des Narzissmus mit dem Vorwurf einer stark aufgeblähten, unrealistisch positiven Selbsteinschätzung, mit Selbstzentriertheit, Berechtigungsdenken und mangelnder Rücksichtnahme auf andere Personen einher; auf ihre Umgebung mögen Narzissten unter Umständen destruktive Einflüsse ausüben. Narzissten sind jedoch, wie die jüngere Forschung aufgewiesen hat, emotional stabil, mit sich selbst und ihrem Leben zufrieden und an ihre Lebenssituation gut angepasst. Zwar sind sie mehr als andere Menschen auf Bewunderung angewiesen, verfügen jedoch über eine große Bandbreite von Verhaltensweisen und Wahrnehmungsmustern, um ihren Bedarf an Bewunderung zu decken und Kritik abzuwehren.
Früher (1933) wurde der sexuelle Aspekt der Selbstliebe betont („Narzißmus = Narzissismus = geschlechtliches Verliebtsein in sich selbst“). Hermann Oscar Rohleder war noch deutlicher: „Narcissismus: Sexuelle Perversion, bei der sich der Geschlechtstrieb lediglich auf die eigene Person richtet. Synonyme sind Autoerastie und Automonosexualismus.“ Der Duden definierte sogar noch 1971 nach Sigmund Freud den Narzissmus als „psychoanalytischen Begriff zur Bezeichnung der erotischen Hinwendung zum eigenen Körper als ‚Sexualobjekt‘“.
„Im übertragenen Sinn [verstand man 1952 unter Narzismus eine] ich-gerichtete Lebenshaltung.“

## Begriff und Geschichte des Begriffs

### Etymologie
Der Begriff Narzissmus ist abgeleitet vom antiken Narziss-Mythos, und deshalb wäre die Form Narzissismus logischer. Durch Haplologie ist jedoch die verkürzte Form entstanden und wird heutzutage fast ausschließlich gebraucht. Dies ist jedoch nicht in den meisten anderen Sprachen passiert, sodass der Begriff z. B. auf Englisch und Französisch weiterhin narcissism und narcissisme ist. Sigmund Freud hat auch eine Weile die längere, logischere Form benutzt, aber sich dann bewusst für die „kürzere und weniger übelklingende“ Form entschieden.
In den Metamorphosen erzählt Ovid die aus der griechischen Mythologie stammende Geschichte des Jünglings Narziss, der alle Verehrerinnen und Verehrer zurückweist. Ein Verschmähter ruft die Götter an und Nemesis erhört seine Bitte und bestraft Narziss mit unstillbarer Selbstliebe (hoffnungslose Liebe zu seinem eigenen Spiegelbild): Er verliebt sich in sein eigenes Spiegelbild, das er im Wasser einer Quelle erblickt. Obwohl er die Täuschung durchschaut, kann er sich nicht von diesem Bild abwenden und stirbt, um sich im Tod in eine Narzisse zu verwandeln. Ursprünglich hatte dieser Mythos die Selbstüberhebung (Hybris) und ihre Strafe zum Thema. In der Spätantike wurde an der Sage das Motiv der Vergänglichkeit (Vanitas) hervorgehoben.
Ludwig August Kraus übersetzte das griechische Wort ναρκισσος 1844 mit Narzisse und Student. Er erklärte wörtlich: „Narciss, der Fabelzierbengel, von welchem man den Namen der Blumen ableitete, bekam den seinigen [Namen] sicher erst von ihr [der Blume], da er, wie sie ein Kopfhänger war.“ Ein Kopfhänger war ein Heuchler, ein Siechentröster oder ein Scheinheiliger. Ein Zierbengel ist ein Geck. Kraus beschrieb („nach den Dichtern!“) dessen Eigenschaften wie folgt: den Niedlichen machend, von feiner Haut, mit wohlriechendem Atem, mit hübschen Augen, mit schmachtendem Blick, sehnsüchtig, den Schatten und das Heimliche suchend und mit feuchten Augen aufblickend. Die Bezeichnung Narcissus poeticus für die namensgebende Dichternarzisse ist erstmals von Matthias Lobelius verwendet worden.
Otto Dornblüth erwähnte den Narzissmus erstmals 1919 noch als „Narzismus: Insichselbstverliebtheit“ und verwies auf den Automonosexualismus. Ähnlich definierte Friedrich Dorsch noch 1987 den Narzissmus als Insichselbstverliebtsein. Fritz Giese schrieb 1921: „Narzißmus, Beobachtung des eigenen Körpers in Spiegel, Wasserflächen und so weiter, verbunden mit Libidoempfindung.“ Ähnlich auch Karl-Dieter Bünting: „Ausdrucksform des Autoerotismus, bei der sich die gesamte Libido auf das Ich bezieht.“
Zu den frühesten Autoren, bei denen die Verwendung von anderssprachigen Entsprechungen beziehungsweise Vorgängern des Wortes Narzissmus nachgewiesen werden kann, zählt der englische Dichter und Philosoph Samuel Taylor Coleridge, der narcissism 1822 im Sinne von Eitelkeit in einem Brief verwendete. Coleridges Gebrauch fand jedoch keine Nachahmer. Als der erste Wissenschaftler, der menschliches Verhalten mit der Selbstliebe des mythischen Narziss verglichen hat, gilt Alfred Binet, der die Fabel 1887 im Zusammenhang mit einem Fall von sexuellem Fetischismus zitierte. Der britische Sexualwissenschaftler Havelock Ellis erwähnte die Fabel 1898, um das Verhalten von Frauen zu bewerten, die sich entblößt im Spiegel beschauen.
1899 folgte ihm der deutsche Psychiater Paul Näcke, der den Terminus in der verkürzten Form mit der Schreibweise Narcismus prägte und in die Wissenschaft einführte, um damit verschiedene Arten der Selbstverliebtheit zu beschreiben. Er benutzte die Bezeichnung echter Narcismus für „die schwerste Form des ‚Auto-Erotismus‘“, ein Phänomen, dessen Prävalenz er als äußerst gering einschätzte. Gemeinsam war allen sexualwissenschaftlichen Positionen des ausgehenden 19. Jahrhunderts die Einschätzung, dass der Narzissmus (als Selbstverliebtheit beziehungsweise als erotisches Gefallen am eigenen Körper) als eine ernste Geschlechtsverwirrung einzustufen sei.
Die Psychoanalyse hat sich maßgeblich des Begriffs bemächtigt, anfangs vor allem durch Otto Rank, der als Erster die Form Narzissismus benutzte. Sigmund Freud etabliert den Begriff in der offiziellen Theoriesprache seiner Schule 1914 mit seinem Essay „Zur Einführung des Narzissmus“. Vermittelt über die Psychoanalyse Freuds und die Freudrezeption der Frankfurter Schule hat der Terminus einen breiten Eingang in Wissenschaft und Umgangssprache gefunden. Er wird heute in den verschiedensten Kontexten gebraucht, unter anderem in der Psychologie, der Psychiatrie, der Sozialpsychologie, der Philosophie, der Soziologie, der Kultur- und Gesellschaftskritik bis hin zur Organisationsforschung und Managementtheorie.

### Mehrdeutigkeit und Vagheit
Obwohl Narziss schon früh neben Ödipus als zweite zentrale Ikone der Theoriebildung durch Freud eingeführt wurde, ist die psychoanalytische Narzissmustheorie, zumal in ihrer postfreudianischen Entwicklung bis in die Gegenwart, nicht einheitlich. Hinter dem psychoanalytischen Narzissmusbegriff verbergen sich zahlreiche umstrittene Konzepte und Behandlungsansätze. So kann einerseits ein geradezu inflationärer Gebrauch des Begriffs in Alltag und Wissenschaft bemerkt werden, während andererseits keine Einigkeit über dessen konzeptionelle Grundlage besteht. Tatsächlich wird die wissenschaftliche Verwendbarkeit des Begriffs aufgrund seiner Vagheit gelegentlich in Frage gestellt. Übereinstimmung besteht vor allem in Hinsicht auf Symptomlage und Äußerungsformen einer narzisstischen Störung beziehungsweise einer Pathologie.
Stefan Röpke, der an der Charité ein Forschungsprojekt zum Thema Narzissmus leitete, hob den gesunden Narzissmus hervor und fasste die verschiedenen Konzepte schlaglichtartig zusammen:

„Ein gesundes, hohes Maß an Selbstwertgefühl ist positiv. Damit wird man weniger krank, kann berufliche Konflikte besser lösen, hat stabilere Partnerschaften. Und was ist Narzissmus? Es gibt ganz verschiedene Definitionen. Zuerst diese Mythos-Erzählung von Ovid, dann den Begriff der autoerotischen Störung von Havelock Ellis. Dann Freud, der es eine normale Entwicklungsstufe nennt, während der späte Freud das revidiert und den Narzissmus als Problem des Erwachsenenalters bezeichnet. Heinz Kohut sagt, man rutscht da zurück auf eine kindliche Entwicklungsstufe. Otto Friedmann Kernberg spricht von kalten, indifferenten oder aggressiven Eltern. Millon hingegen argumentiert lerntheoretisch, dass die Kinder, die ein kleines Knetmännchen gemacht haben, von ihren Eltern als hochbegabt bestätigt werden und später mit der Realität konfrontiert sind, wenn nicht mehr alle sagen, wie toll du bist. Eine einheitliche Definition über gesunden Narzissmus existiert gar nicht.“

### Gottkomplex
Ernest Jones hat 1913 den extremen Narzissmus als Gottkomplex beschrieben.

### Ähnliche Begriffe
Allmacht, Anerkennungssucht, Anmaßung, Arroganz, Besserwisserei, Dünkel, Egozentrik, Eigenlob, Eingebildetsein, Empathielosigkeit, Geltungssucht, Gigantomanie, Größenwahn, Größenwahnsinn, Großspurigkeit, Hochmut, Hochnäsigkeit, Hybris, Machiavellismus, Megalomanie, Omnipotenz, Prätention, Rechthaberei, Schaumschläger, übersteigertes Selbstbewusstsein, Selbstgefälligkeit, Selbstbeweihräucherung, übertriebene Selbstbezogenheit, Selbstgerechtigkeit, Selbstüberhöhung, Selbstüberschätzung, Selbstüberzeugung, unzureichende Selbstwertregulation, Stolz, Titanismus, Überheblichkeit, Vermessenheit, Vermessenheitsverzerrung und überzogenes Wettbewerbsverhalten.

## Tiefenpsychologische Perspektive

### Frühe Psychoanalyse
Isidor Sadger, der seit 1906 Freuds Psychologischer Mittwoch-Gesellschaft angehörte, führte den Terminus Narzissmus 1908 in die Psychoanalyse ein. Sadger beschäftigte sich mit Homosexualität, die er zunächst – ganz im Sinne der Sexualwissenschaft – für eine narzisstische Perversion hielt, bis er schließlich zu der Überzeugung gelangte, dass die normale sexuelle Entwicklung immer über eine Phase des Narzissmus, also der Liebe zum Selbst, führe. Otto Rank, der diese Auffassung teilte, veröffentlichte 1911 den ersten psychoanalytischen Fachaufsatz, der ganz dem Narzissmus gewidmet war.
Aber schon Näcke, so Freud, soll den psychopathologischen Begriff Narzissmus 1899 in seinem Aufsatz über sexuelle Perversionen verwendet haben. An anderer Stelle wiederum schrieb Freud den Terminus Havelock Ellis zu: „Der Terminus ‚Narzißmus’ ist nicht […] von Naecke, sondern von H. Ellis geschaffen worden“.

### Freuds Narzissmusbegriff

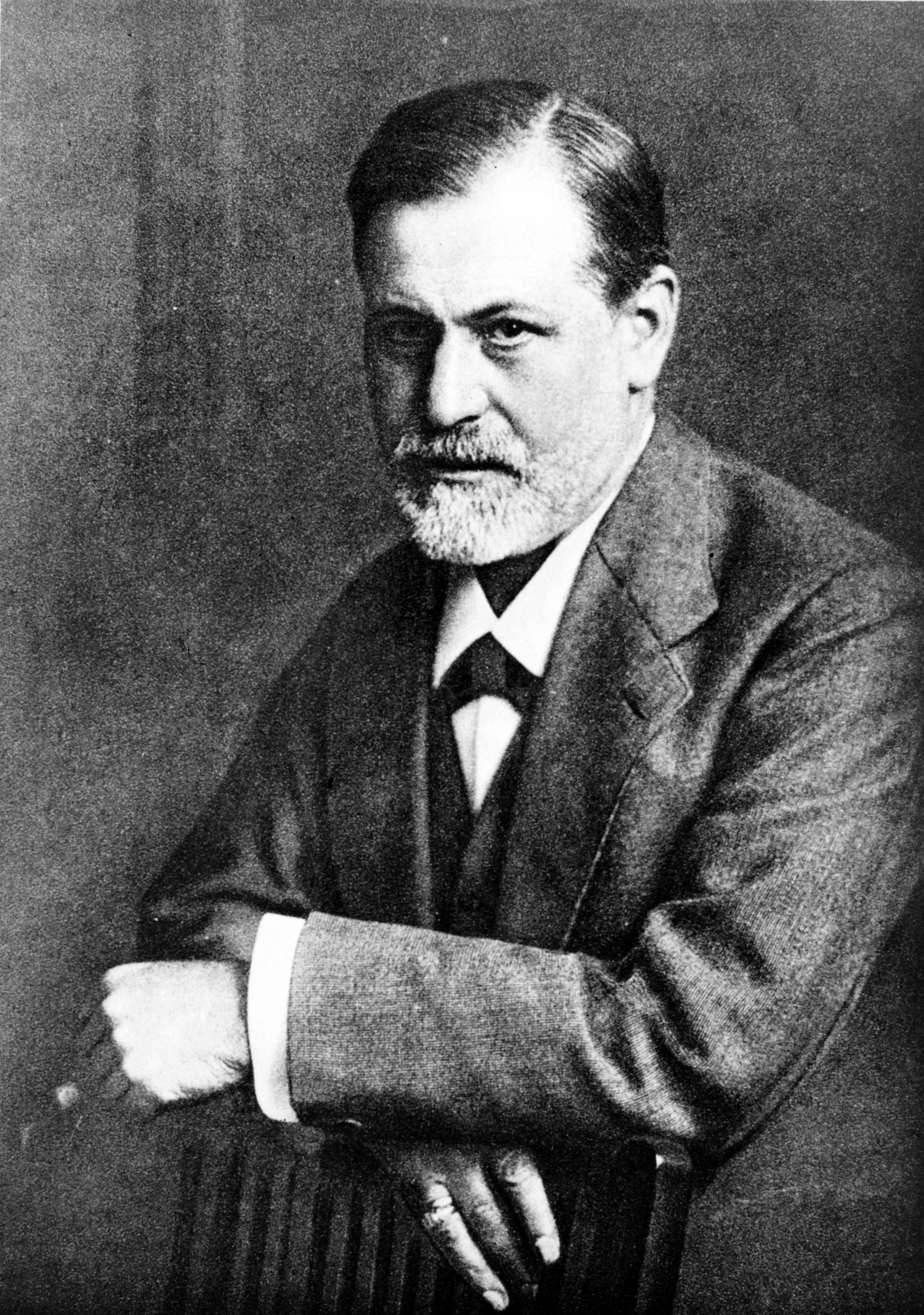
Sigmund Freud (1909)

Sigmund Freud benutzte den Terminus seit 1909 und arbeitete ihn in seine Libidotheorie ein. 1914 publizierte er seine Arbeit Zur Einführung des Narzissmus, in der er die narzisstischen Neurosen (= Psychosen) von den Übertragungsneurosen unterschied. Freud unterschied zwischen einem primären und einem sekundären Narzissmus und erklärte sich psychotische Erkrankungen so, dass Betroffene in der frühen Kindheit eine Fixierung auf den primären Narzissmus erlitten haben und später auf diese Phase regredieren.

#### Primärer und sekundärer Narzissmus
Unter primärem Narzissmus verstand Freud einen (vermuteten, hypothetischen) Zustand, den alle Menschen in der oralen Phase ihrer frühen Kindheit durchlaufen und der dadurch gekennzeichnet ist, dass das Kind sich mit der Mutter als eins empfindet und den Unterschied zwischen Subjekt (selbst) und Objekt (Mutter) noch nicht vollzogen hat. Seine sexuelle Energie (Libido) richtet es daher ausschließlich auf sich selbst. Viele spätere Autoren haben diesen Gedanken aufgegriffen und fortentwickelt, darunter Margaret Mahler, die den Begriff der „symbiotischen Phase“ geprägt hat. Der primäre Narzissmus ist ein metapsychologisches, rein theoretisches Konstrukt. Mit empirischen Mitteln kann er nicht nachgewiesen werden, und in der modernen Psychologie findet dieser Terminus heute kaum noch Verwendung.
Unter sekundärem Narzissmus verstand Freud einen Narzissmus, der sich erst in späteren Lebensphasen ereignet, nachdem der Mensch die Fusion von Subjekt und Objekt bereits überwunden hat. Beim sekundären Narzissmus zieht der Mensch seine sexuelle Energie von äußeren Objekten wieder ab und richtet die Libido erneut auf sich selbst. Dieser Zustand tritt besonders nach enttäuschter Liebe und nach Selbstwertkränkungen auf und ist ein wichtiges und unverzichtbares Element in der Persönlichkeitsreifung jedes Menschen; nach Freud ermöglicht er unter anderem die Ausbildung eines Ich-Ideals. Wenn Psychoanalytiker heute von Narzissmus sprechen, meinen sie fast immer die sekundäre Form, die – anders als der primäre Narzissmus – nicht nur ein heuristisches Modell bildet, sondern in ihren vielfältigen Erscheinungsformen auch empirisch nachweisbar ist.

#### Probleme des freudschen Narzissmusbegriffs
Wie unter anderen der argentinische Psychoanalytiker Willy Baranger aufgewiesen hat, hat Freud seinen Narzissmusbegriff vielfach revidiert und modifiziert, ohne ihn von Unschärfen und inneren Widersprüchen vollständig befreien zu können. Unscharf blieb Freud insbesondere hinsichtlich der Frage, ob Narzissmus nun ein Durchgangsstadium der ganz normalen menschlichen Entwicklung oder doch eine Perversion sei.

### Analytische Psychologie
Einer der Ausgangspunkte der Entzweiung von Freud und seinem Schüler C. G. Jung war die Kritik, die letzterer an Freuds 1911 erschienener Fallstudie über Daniel Paul Schreber übte. Jung war davon überzeugt, dass Freuds Libidotheorie auf diesen Fall nicht anwendbar sei, und erklärte die Theorie für gescheitert.
Der C.G. Jung-Schüler Erich Neumann nahm für die analytische Psychologie 1955 am freudschen Begriff des primären Narzissmus erhebliche Korrekturen vor. Während Freud ihn als intrauterinen Urzustand symbiotischer Verschmelzung eines absoluten Lust-Ichs mit seiner Umgebung verstanden hatte, konzipierte Neumann ihn als uranfängliches „Sein in der Einheitswirklichkeit“, der „totalen participation mystique“ (vgl. participation mystique bei Lucien Lévy-Bruhl) jenseits der erst zu entwickelnden Subjekt-Objekt-Spaltung, in welchem das Selbst alles und alles das Selbst sei. Diesen anfänglichen Zustand nannte Neumann die uroborische Phase. Diese sei nicht – wie die freudsche Lehre unterstellt – beziehungs-, weil objektlos, sondern als Urbeziehung des Kindes zur Mutter Grundlage der weiteren Entwicklung. Freuds Kennzeichnung des primären Narzissmus (Autoerotik, Magisches Bewusstsein und Allmacht) sei, so Neumann, irreführend:

„Der Begriff der Macht ist nur sinnvoll, wenn schon ein Ich vorhanden ist, dessen Libidoladung als Willen stark genug ist, um Macht zu wollen, auszuüben und sich eines Objekts zu bemächtigen. Für die Subjekt- und objektfreie Phase der uroborischen Vor-Ich-Zeit gilt all dies nicht. Das lustbetonte Einheitserleben, das zu ihr gehört, hat deswegen nichts mit Macht zu tun und muss anders gedeutet werden. Weil diese Phase als autoerotisch im Sinne einer objektlosen Selbst-Liebe aufgefasst wurde, konnte sie als ‚primär-narzisstisch‘ verstanden und gedeutet werden. Man wird der psychischen Wirklichkeit dieser Phase aber nur dann gerecht, wenn man sie paradox formuliert, weil sie als vor- ichhafte Konstellation nicht durch eine Subjekt-Objekt-Beziehung beschreibbar ist. Wenn man also von objektloser Selbstliebe spricht, muss man gleichzeitig von subjektloser All-Liebe ebenso wie von einem Subjekt- und objektlosen All-Geliebtwerden sprechen.“

### Pathologisierung des Narzissmus bei Ferenczi

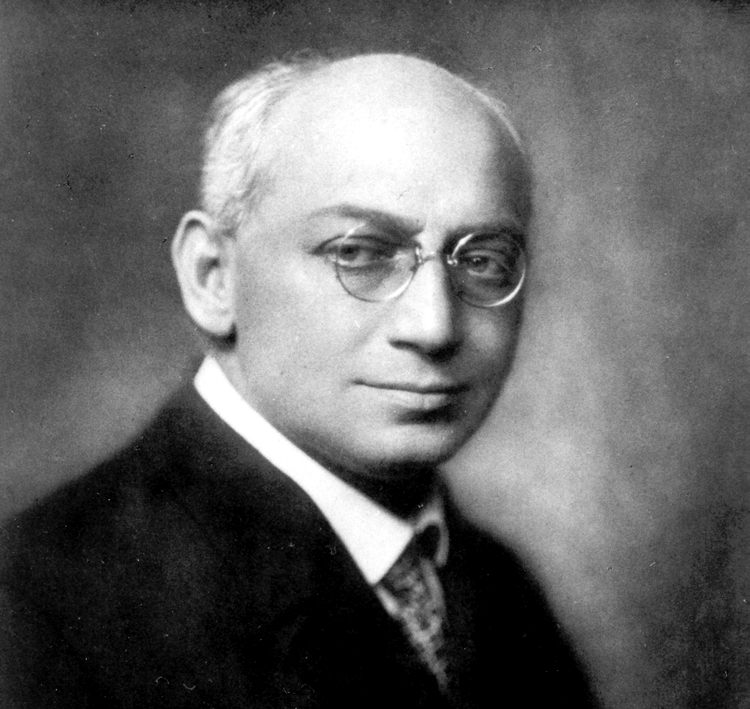
Sándor Ferenczi

Eine Schlüsselfigur in der postfreudianischen Theoriebildung war Sándor Ferenczi. In Arbeiten wie Versuch einer Genitaltheorie (1924) modifizierte er Freuds Konzept des primären Narzissmus. Ferenczi verstand den primären Narzissmus nicht als Stadium, das überwunden werden muss, um zum Objekt zu gelangen. Er deutete ihn stattdessen als den archaischen Urgrund, aus dem jede psychische Ontogenese erfolge, als das uranfänglich gegebene, narzisstisch wünschende und wollende Ich, das die Libido dem Sehnen nach dem vorgeburtlichen Paradies der fetalen Intrauterinexistenz unterwerfe. Mit dieser Remythologisierung des Subjektbegriffs gab Ferenczi nicht nur der Ich-Psychologie und der neofreudianischen Schule (Karen Horney, Erich Fromm), sondern auch der englischen Objektbeziehungstradition (Michael Bálint) entscheidende Impulse.
Während die freudsche Libidotheorie eine Theorie innerer psychischer Konflikte war, lokalisierte Ferenczi den zentralen Konflikt außerhalb der Person, im Spannungsfeld zwischen dem Ich und einer Umwelt, die die narzisstische Ruhe und das regressive Streben des Ich störe und behindere. Mehr noch entfernte Ferenczi sich von Freud, als er unterstellte, in diesem Spannungsfeld sei – neben einem konflikthaften Verlauf – auch ein harmonischer, weitgehend konfliktfreier Entwicklungsverlauf möglich. Psychologiehistorisch ist dies der bedeutsamste Punkt, weil Ferenczi den Narzissmus hier zu einer Störung umdeutete, für die schädliche Umweltbedingungen verantwortlich seien. Alfred Adler hatte, obwohl der Terminus Narzissmus in seinen Schriften kaum vorkommt, für diese Deutung bereits zuvor ein günstiges Klima und viele theoretische Bedingungen geschaffen.
Ferenczis Schüler Michael Bálint konzipierte den primären Narzissmus 1965 als das Bedürfnis des Säuglings, geliebt zu werden (Ferenczis „passive Objektliebe“ des Kindes). Die Frustration dieser Liebe führt nach Bálint entweder zu sekundärem Narzissmus oder zu aktiver Objektliebe, die das Kind erlernt, um wiederum selbst geliebt zu werden. Bálints Konzeption des primären Narzissmus (den er als primäre Liebe bezeichnet) lehnte sich weitgehend an die seines Lehrers Ferenczi an. Bálint schrieb jedoch hauptsächlich über die Ohnmacht und Abhängigkeit des Kindes von der Mutter. Die Omnipotenzgefühle, die in Ferenczis Beschreibungen des primären Narzissmus im Vordergrund stehen, deutete Bálint als Sekundärbildungen, als einen „verzweifelte[n] Versuch, sich selbst gegen ein vernichtendes Gefühl der Ohnmacht zu verteidigen“. Bálints besonderes Interesse galt der Grundstörung, den pathogenen Entwicklungen zwischen Mutter und Kind, die in einen grundlegenden Mangel der psychischen Struktur münden. Nach Bálint äußert dieser Mangel sich darin, dass menschliche Nähe entweder gemieden oder in übertriebener Weise gesucht wird.

### Objektbeziehungstheorie

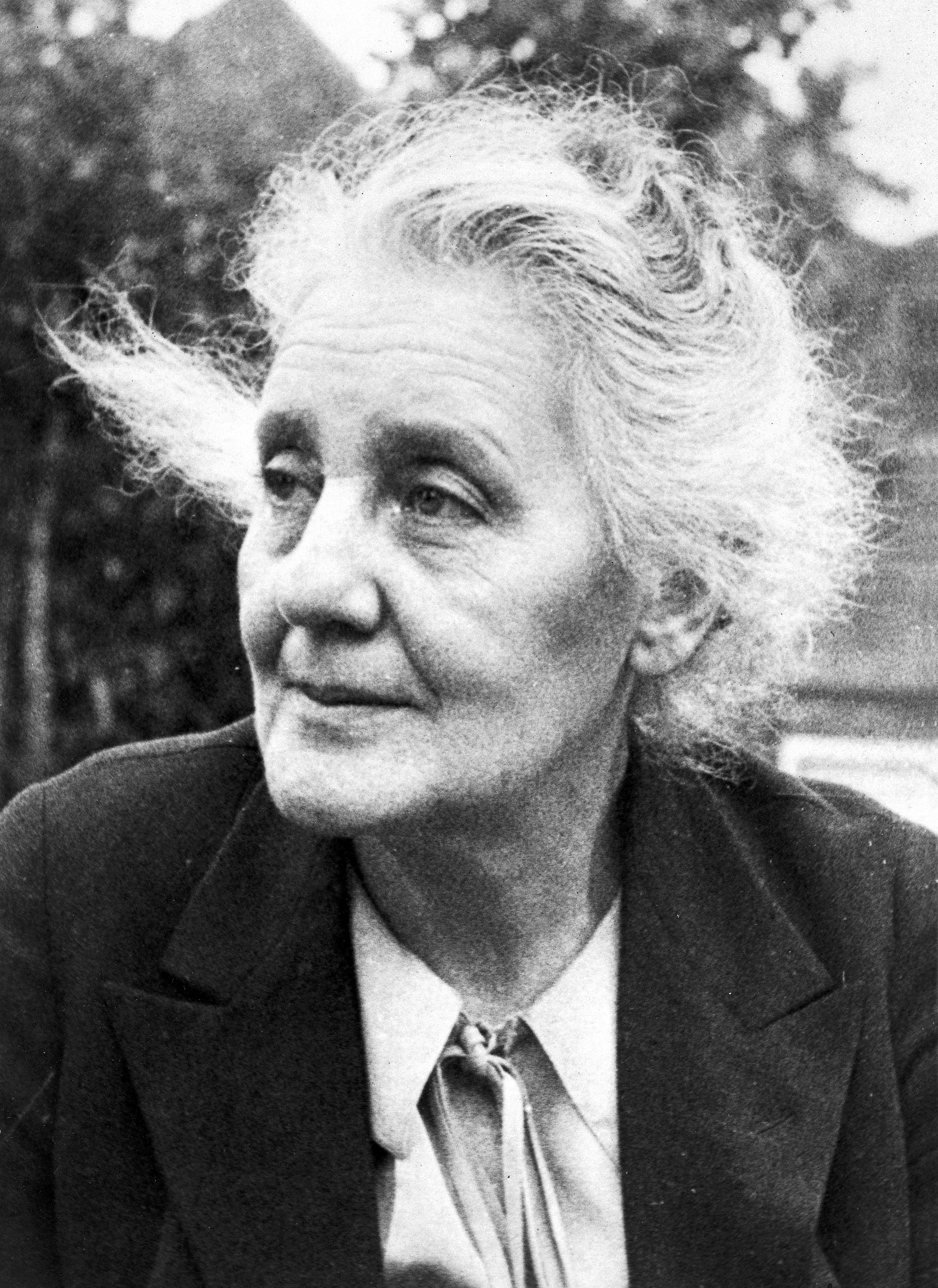
Melanie Klein (1945)

Melanie Klein verwarf seit 1945 das freudsche Konzept des primären Narzissmus und postulierte, dass es bereits beim Säugling keine Liebe und keine Fantasien gebe, die nicht innere und äußere Objekte mit einbeziehen. Ihre gesamte Objektbeziehungstheorie basierte auf der Annahme, dass im Zentrum des emotionalen Lebens nicht ein uranfängliches All-Eins, sondern Objektbeziehungen stehen. Narzissmus sah sie erst dort gegeben, wo Freud von sekundärem Narzissmus gesprochen hatte, d. h. beim Rückzug von äußeren Beziehungen und abwehrbedingter Identifizierung mit einem idealisierten inneren Objekt. Doch selbst hier wich Klein von Freud ab, indem sie betonte, dass dieser Narzissmus von Anfang an mit Neid und Aggression verbunden sei. Ihr Schüler Herbert Alexander Rosenfeld arbeitete diese destruktiven Aspekte des Narzissmus später noch weiter heraus. Hanna Segal vertiefte, was Klein bereits über Narzissmus und Neid geschrieben hatte.
Im Bemühen, den Narzissmus zu verstehen, steuerte Donald Woods Winnicott – einer der prominenten Vertreter der britischen Objektbeziehungstheorie außerhalb der Schule Melanie Kleins – sein Konzept vom falschen Selbst bei, das Mitte der 1970er Jahre in deutscher Übersetzung publiziert wurde. Dieses wegweisende Buch erschien 2020 in dritter Auflage.

### Destruktiver Narzissmus
Herbert Rosenfeld, der psychoanalytisch deutend mit psychotischen Patienten arbeitete und dies in seinem Buch Zur Psychoanalyse psychotischer Zustände in seinen theoretischen Grundlagen und anhand von Fallbeispielen ausführlich beschrieb, entwickelte das Konzept eines destruktiven Narzissmus und führte, wie Harry Seidler 1995 mitteilte, diesen Begriff im Jahr 1971 ein. Rosenfeld zitierend bestehe, so Seidler, der psychodynamische Ablauf der destruktiven Variante des Narzissmus darin, „daß destruktive Aspekte des Selbst idealisiert werden und daß man sich ihnen unterwirft“. Rosenfeld habe, so Seidler weiter, die Publikation Narzißmus als Doppelrichtung von Lou Andreas-Salomé aufgegriffen, die sie 1921 in der Zeitschrift Imago veröffentlicht hatte, und sie zu seiner Unterscheidung zwischen libidinösen und aggressiven Aspekten des Narzissmus fortentwickelt. Dies finde seine Entsprechung in der von Béla Grunberger beschriebenen doppelten Orientierung. Der destruktive Narzissmus solle bewusst oder unbewusst ein Ideal retten, „das mit Harmonie, Reinheit und Stimmigkeit zu tun“ habe. Seidler legt in seiner Abhandlung über den destruktiven Narzissmus seinen eigenen Fokus auf das Verhältnis von Konfliktthematik und Verarbeitungsdynamik. Dabei lehnt er sich an das Buch Zerbrochene Wirklichkeit von Léon Wurmser an. Sein letztes Kapitel widmet Seidler unter einigem Vorbehalt gesellschaftlichen „Ausformungen destruierender narzißtischer Prozesse“.
Tjark Kunstreich ging im Jahr 2017 in der Zeitschrift Forum der Psychoanalyse der Frage nach der „Aktualität des destruktiven Narzissmus“ nach. Am Beispiel zweier Amokläufer zeigt er auf, „wie Rosenfelds Unterscheidungen helfen können, zwischen verschiedenen Formen des destruktiven Narzissmus zu differenzieren“, und beschließt seine Analyse mit „Überlegungen zur ethischen Dimension des psychoanalytischen Sprechens über Gewalt“.

### Maligner Narzissmus
Der Psychosomatiker Herbert Csef fragte in der Internationalen Zeitschrift für Philosophie und Psychosomatik im Jahr 2015: Leben wir in einer narzisstischen Gesellschaft? und wies auf mögliche Folgen hin: „Destruktiver oder maligner Narzissmus ist häufig mit antisozialen Tendenzen verknüpft und führt nicht selten zu Kriminalität, Mord oder Totschlag.“ Laut Csef würden inzwischen „führende Narzissmus-Forscher von einer ‚narzisstischen Epidemie‘ sprechen“. Csef fragt, „wodurch unsere heutige Gesellschaft narzisstische Persönlichkeitszüge fördert und welche Faktoren dazu führen, dass die Narzissten scheitern und dann ihr destruktives Potential entfalten“. Ein Jahr später widmete er sich dem Derailment von Führungskräften. Die „dunkle Triade“ von Narzissmus, Machiavellismus und Psychopathie „sei ein hochwirksames Gift, das zwischenmenschliche Beziehungen und auch Unternehmen stark gefährde“, so Csef 2016.
Otto Friedmann Kernberg unterscheidet ebenfalls zwischen dem einfachen Narzissmus (normaler Narzissmus) und dem malignen Narzissmus (bösartiger Narzissmus). Als Beispiele des bösartigen Narzissmus nennt er Hitler, Stalin und Idi Amin, obwohl er weiß, „dass er nie Diagnosen über Menschen stellen [darf], die [er] nicht [selbst] klinisch untersuchen konnte.“ Der maligne Narzissmus sei gekennzeichnet durch eine intensive Aggressivität, eine paranoide Einstellung und ein antisoziales Verhalten.

### Ich-Psychologie
Präzisiert wurde das Narzissmuskonzept, als Heinz Hartmann, ein Vertreter der Ich-Psychologie, 1950 den Begriff des Selbst in die psychoanalytische Terminologie einführte. Später folgten ihm Erik H. Erikson und Edith Jacobsohn. Freuds Strukturmodell der Psyche hatte nur das Ich gekannt, das als exekutive Instanz zwischen Es und Über-Ich vermittelt und auf Anforderungen der Umwelt reagiert. Das Verdienst der Ich-Psychologie bestand in der systematischen Beschreibung der Funktionen, die das Ich darüber hinaus hat, nämlich z. B. Denken, Wahrnehmen und Handeln. Hartmann definierte das Selbst als eine Subinstanz des Ich, nämlich als die Gesamtheit der Selbstrepräsentanzen – d. h. der psychischen Niederschläge (Bilder, Vorstellungen, Erinnerungen usw.) der eigenen Person – im Ich. Anders als das karge und abstrakte freudsche Ich kann dieses Selbst geliebt werden, und folgerichtig definierte Hartmann den Narzissmus als libidinöse Besetzung des Selbst.

### Selbstpsychologie
Heinz Kohut griff Hartmanns Definition des Selbst 1971 und 1977 auf, ging über Hartmann aber hinaus und erklärte, das Selbst sei das „Zentrum des seelischen Universums“ jedes Menschen. Im Ausgang von Freuds Theorem des primären Narzissmus behauptete er eine eigenständige Entwicklung des Selbst neben der Entwicklung der Sexualität: Der Narzissmus wird hier nicht mehr als Entwicklungsstufe auf dem Weg zum Objekt begriffen, sondern erhält eine autonome Bedeutung, die Gegenstand der Kohutschen Selbstpsychologie ist. In Analogie zur klassischen Psychoanalyse des Triebsubjekts entwirft Kohut ein Behandlungskonzept für Störungen und Pathologien in der Entwicklung des Selbst, das narzisstische Bedürfnisse nach Spiegelung, Anerkennung und Wertschätzung nicht mehr apriori als infantile Abwehr von Triebautonomie diskreditiert.
Kinder haben, so schreibt Kohut, vor allem drei Bedürfnisse: a. ein Bedürfnis nach Responsivität der Eltern (in Gestalt eines grandios-narzisstischen Verhaltens des Kindes, das von den Eltern gespiegelt und bestätigt wird), b. ein Bedürfnis danach, sich von den Eltern eine idealisierte Vorstellung zu bilden, sowie c. ein Bedürfnis nach Zugehörigkeit bzw. nach einem Alter Ego. Ein intaktes, d. h. ein autonomes Selbst entwickelt das Kind dann, wenn Befriedigung und Frustration dieser Bedürfnisse so gegeneinander ausbalanciert sind, dass es lernt, sich auch aus eigener Kraft zu stabilisieren. Pathologischer Narzissmus entsteht nach Kohut dann, wenn die Responsivität der Eltern entweder chronisch unzureichend oder die Frustration traumatisch ist. Als ein typisches Symptom benannte er das beständige Hungern nach Bewunderung und Wertschätzung.
In der Tradition der Selbstpsychologie steht auch die Fallanalyse Der Flieger des Psychoanalytikers Hermann Argelander von 1972. Durch die sehr genaue Darstellung einer mehrjährigen Psychoanalyse, die durch Mitschriften innerhalb der analytischen Sitzungen möglich wurde, wird das Ineinandergreifen von analen Triebkonflikten einerseits und einer früheren narzisstischen Charakterstruktur andererseits entlang der entstehenden Übertragungsszenen verdeutlicht und die veränderte Sichtweise der Selbstpsychologie exemplifiziert.

### Kohut-Kernberg-Kontroverse
Kohuts Konzept eines autonomen Narzissmus bedeutete für ihn zugleich das Ende der Psychoanalyse und deren, auf einer sexualrepressiven Kultur beruhenden, mittlerweile überholten Neurosentheorie. Die neue Selbstpsychologie wurde innerhalb der Psychoanalyse im Hinblick auf ihre Anschlussfähigkeit an klassische Positionen heftig diskutiert. Exemplarisch für diese Debatte um den sogenannten Kohutismus steht die Kontroverse zwischen Kohut und Otto Friedmann Kernberg in den 1970er Jahren.
Kohut begriff den pathologischen Narzissmus als eine bloße Entwicklungshemmung der gesunden Entfaltung des Selbst, die daraus entstehe, dass das Kind Frustrationen und Entbehrungen, die die Mutter ihm zumutet, durch fantasierte Omnipotenz und durch die Idealisierung der Mutter mildert. Als Erwachsene können die Betroffenen zwar große Anpassungsleistungen erbringen, behalten aber lebenslang eine Furcht vor neuerlichen Erlebnissen der Ohnmacht und Beschämung sowie die geheime Hoffnung auf die als Kind erträumte Größe. Den normalen erwachsenen Narzissmus, die Fixierung bzw. Regression auf normalen kindlichen Narzissmus und den pathologischen Narzissmus verstand Kohut als drei Facetten derselben Sache, zwischen denen fließende Übergänge bestehen.
Kernberg vertrat die klassische triebtheoretische Position, die den Narzissmus bei Erwachsenen als abweichende Form der normalen Entwicklung zur reifen Objektliebe auffasste. Ziel der Therapie ist nicht die Heilung des Selbst (vgl. Kohut 1979), sondern das Erreichen der vollgültigen, genitalen Sexualität. Im Gegensatz zu Kohut betrachtete er, die durch die Auflösung klassisch-familiarer Sozialisation bedingte, Narzissisierung der Kultur als regressives Symptom. Er war überzeugt, dass der Narzissmus eine pathologische Fehlentwicklung darstellt, die sich vom infantilen Narzissmus qualitativ unterscheide. Dem warmen Narzissmus des Kindes stellte Kernberg den kalten Narzissmus des Erwachsenen gegenüber, dem therapeutisch nicht durch Bestätigung und Anerkennung (Kohut), sondern durch Konfrontation mit der verleugneten Aggression, der narzisstischen Wut zu begegnen sei: Eine erwachsene „...sexuelle Beziehung setze eine Reife voraus, die einen Zugang zu den eigenen kindlichen Gefühlen und die Überwindung der eigenen Aggressionen erlaube“. Die Ursache der pathologischen Entwicklung sah Kernberg nicht wie Kohut in früh erlittenen Frustrationen und Entbehrungen des Kindes, sondern in dessen Ausbeutung als narzisstisches Objekt der Mutter. Um der zerstörerischen Verachtung auszuweichen, die sie als Kind erlitten haben, werden die Betroffenen im Erwachsenenalter selbst zu Ausbeutern.
Kernberg betont die Bedeutung des Neides als unbewusster Motivation und die Abspaltung der Sexualität von Zärtlichkeits- und Liebesgefühlen als Kennzeichen des Narzissmus. Der Narzisst brauche ein Publikum, von dem er beneidet und bewundert werden wolle und das er gleichzeitig verachte. Der ideale Partner für eine solche Persönlichkeit sei der Masochist. Ein Leidensdruck entstehe für Narzissten typischerweise erst in der zweiten Lebenshälfte: „Für solche Menschen sind Alterungsprozesse besonders schwer zu verkraften“.
Während Freud noch davon ausgegangen war, dass narzisstisch gestörte Menschen – Freud dachte dabei freilich an Psychotiker – nicht geheilt werden könnten, haben Kohut und Kernberg das Verhältnis von Patient und Therapeut systematisch beschrieben und Therapieansätze entwickelt, die sich – ihren ungleichen Auffassungen über den Narzissmus entsprechend – allerdings deutlich unterschieden.

### Pathologischer und gesunder Narzissmus
Grundsätzlich ist ein psychogenetischer Narzissmus-Begriff (Narzissmus als notwendige Entwicklungsstufe und normales allgegenwärtiges Phänomen) von dem geläufigeren, diagnostisch verwendeten, negativ im Sinne einer Fehlentwicklung konnotierten Begriff zu unterscheiden. Im letzteren charakterpathologischen Sinne verstand Freud unter Narzissmus die Libido, die auf das eigene Ich gerichtet ist, anstatt auf ein Objekt. Dies führe zu einer Charaktereigenschaft, bei der ein geringes Selbstwertgefühl durch übertriebene Einschätzung der eigenen Wichtigkeit und den großen Wunsch nach Bewunderung kompensiert werde. In dieser Tradition des Begriffsverständnisses bezeichnet Narzissmus die im Zeichen einer Ethik der Reife zu überwindende Entwicklungsphase, die durch genitale, ödipalisierte Objektsexualität abzulösen ist.
In der weiteren Entwicklung des Begriffes kam es jedoch zu einer weiteren Differenzierung der Bedeutung. Narzissmus wurde etwa von Heinz Kohut als wichtiges Element der Persönlichkeit angesehen, nicht nur als Phase, die jeder Mensch durchläuft, sondern auch als wichtige Funktion im Erwachsenenalter, um das Selbst als psychische Struktur zu stabilisieren.
In der Tradition Kohuts, der einen gesunden, autonomen Narzissmus befürwortet, steht (unausdrücklich) auch Alice Miller. Sie sieht den Begriff als positive Eigenschaft, wie sie unter anderem in Das Drama des begabten Kindes erläutert. Narzisstisch zu sein ist für sie etwas Normales, Gesundes und bezeichnet jemanden, der seine Interessen verfolgen kann. Eine narzisstische Störung entsteht laut Miller, wenn ein Kind seine eigenen Gefühle und Interessen nicht artikulieren durfte und später dafür ein Ventil braucht. Das äußert sich meistens in Depression und/oder Gefühlen der Großartigkeit, die aber nur zwei Seiten derselben Medaille darstellen. Millers breitrezipierte Revision des Narzissmusbegriffes führte sie schließlich zur entschiedenen Abkehr von der Psychoanalyse und dem triebtheoretischen Denken.
Gelingender Narzissmus entgeht, so vermuteten Jean Laplanche und Jean-Bertrand Pontalis 1967, in einem bestimmten Reifungsschritt den Aporien reiner Spiegelbildlichkeit (vergleiche auch Spiegelstadium) durch Übertragung der narzisstischen Libido auf einen realen Anderen als geliebtes Vorbild. Geglückter „Narzissmus wäre dadurch gekennzeichnet, dass sich das Subjekt durch dieses Bild liebend ergreifen lässt“. Damit träte in Form narzisstischer Identifikation an die Stelle reiner Selbstbezogenheit die „Verinnerlichung einer (intersubjektiven) Beziehung“. In diesem Sinn leistet der Narzissmus nicht nur einen notwendigen Beitrag zur Ich-Bildung (Freud) überhaupt, sondern zur innerseelischen Strukturbildung des Selbst, indem es dieses als Instanz etabliert. Der typische Narzisst hätte demnach trotz sogenannter Selbstbezogenheit eben kein Selbst, auf das sich ein wirklicher Bezug richten könnte. Sein Selbst basiert einzig darauf, sich die eigene Grandiosität zu spiegeln. Dabei verschließt er sich der wirklichen Begegnung mit anderen, gegenüber denen er sich manisch überlegen fühlt.

### Ausblick
In der psychoanalytischen Theorie wird nicht nur die Narzisstische Persönlichkeitsstörung aus einer narzisstischen Störung abgeleitet. Auch Depression, Suizidalität, Aggression, Dissoziation, Autoaggression und Hyperaktivität können Symptome narzisstischer Störungen sein.

## Empirische Forschung
Das in der sozialpsychologischen und persönlichkeitspsychologischen Forschung am weitesten verbreitete Instrument zur Bestimmung des Konstrukts Narzissmus ist das Narcissistic Personality Inventory (NPI). Es bezieht sich auf die Persönlichkeitseigenschaft Narzissmus in der allgemeinen Bevölkerung, nicht auf klinische Ausprägungen mit Krankheitswert wie beispielsweise die Narzisstische Persönlichkeitsstörung. Allerdings liegt Narzissmus als Persönlichkeitsmerkmal auf einem Kontinuum bis hin zur Diagnose einer narzisstischen Persönlichkeitsstörung vor. So geht Narzissmus auch mit Fehlanpassungen im Verhalten einher und korreliert mit der Narzisstischen Persönlichkeitsstörung. Die Einschätzung, dass Instrumente zum Erfassen von normalem Narzissmus wie der NPI, nicht pathologischen Narzissmus erfassen würden, scheint aus einer Fokussierung auf den subjektiven Leidensdruck zu resultieren. Die Belastung des sozialen Umfelds für eine Einordnung als pathologisches Verhalten wird in dieser Perspektive vernachlässigt.
Ein Forscherteam der University of Illinois kam 2010 in einer empirischen Studie zu dem Schluss, dass Narzissmus nicht nur eine Frage der Generation, sondern vor allem des Alters sei. Danach tendieren Menschen zwischen dem 18. und 29. Lebensjahr besonders stark zum Narzissmus. Dies sei aber, so die Forscher, zu allen Zeiten und in allen Generationen so.
Narzissmus ist auch Bestandteil des Konzepts der Dunklen Triade.
Nach einer 2006 veröffentlichten US-amerikanischen Studie sind Prominente in der Unterhaltungsbranche narzisstischer als andere Menschen und haben deswegen bessere Karrierechancen in den Medien.

### Persönlichkeitsmerkmale
Grandioser und verletzlicher (vulnerabler) Narzissmus sowie die narzisstische Persönlichkeitsstörung (NPS, englisch: NPD für Narcissistic personality disorder) können gut beschrieben und unterschieden werden anhand von Modellen zur Persönlichkeit wie dem Fünf-Faktoren-Modell. Insbesondere drei Hauptmerkmale sind von Bedeutung: geringe Verträglichkeit, Extraversion und Neurotizismus. Dabei überlappen die Persönlichkeitsmerkmale von NPS und grandiosem Narzissmus recht stark. Sie unterscheiden sich jedoch darin wie stark sie mit Extraversion zusammenhängen. So ist bei grandiosem Narzissmus der Zusammenhang zu Extraversion noch stärker als bei NPS. Verletzlicher Narzissmus unterscheidet sich dagegen weitgehend von NPS und grandiosem Narzissmus. Verletzlicher Narzissmus setzt sich aus der Tendenz zusammen, eine Vielzahl negativer Emotionen wie Depressionen, Stress, Angst und ein Gefühl der Dringlichkeit zu erfahren. Trotzdem hat verletzlicher Narzissmus mit den anderen beiden Formen den gemeinsamen Kern der gegnerischen Haltung gegenüber Mitmenschen. Grandiose und verletzliche narzisstische Typen zeigen zudem auch beide eine erhöhte Kränkbarkeit und einen Mangel an Empathie.

### Selbstwertgefühl
Eine populäre Annahme ist, dass sich hinter der positiven bewussten Meinung von Narzissten über sich selbst in Wirklichkeit unbewusst ein geringes Selbstwertgefühl verbirgt. Jedoch sprechen neuere empirische Untersuchungen, die sowohl bewusste (explizite) als auch unbewusste (implizite) Maße für den Selbstwert verwendet haben, nicht dafür. Vielmehr haben Narzissten eine positive Meinung über sich in Bereichen der persönlichen Befähigung (wie Status und Intelligenz) und eine nur neutrale Sicht in Bereichen der Gemeinschaftlichkeit (wie Freundlichkeit und Moral).

### Ursachen
Bei der Bestimmung von Ursachen für Narzissmus überwiegen theoretische Spekulationen die empirischen Nachweise. Es gibt zahlreiche Theorien, die die Bedeutung von Ereignissen in der Kindheit (z. B. Erziehung) für die Entwicklung narzisstischer Persönlichkeitsmerkmale unterstellen, einschließlich psychodynamischer Theorien. Letztere schlagen vor, dass nicht wertschätzende oder abweisende Eltern die Entwicklung dieser Merkmale fördern können (z. B. von Kernberg). In einer verhaltensgenetischen Analyse wurde jedoch festgestellt, dass Narzissmus einen wesentlichen genetischen Anteil hat, nämlich eine Erblichkeit von 56 %. Hinsichtlich eines möglichen Einflusses durch die Erziehung hängen grandioser und verletzlicher Narzissmus mit verschiedenen verursachenden Faktoren zusammen: grandioser Narzissmus hängt zusammen mit nachgiebiger Erziehung und der Vorstellung, dass die eigenen Kinder spezieller und anspruchsberechtigter sind als andere Kinder (overvaluation). Verletzlicher Narzissmus steht dagegen im Zusammenhang mit kontrollierender und einmischender oder mit inkonsequenter Erziehung.

### Politische Orientierung
Der Narzissmus einer Person steht auch in Zusammenhang mit ihrer politischen Orientierung. Zu diesem Schluss kommt eine Studie der Universität Leipzig, die von Alexander Yendell, Elmar Brähler und anderen im Oktober 2018 vorgelegt wurde. So finden sich in Deutschland unter Wählern mit Präferenz für die AfD die höchsten Narzissmus-Werte, gefolgt von Anhängern der Linkspartei. Im Mittelfeld lagen die Anhänger der Grünen und der Unionsparteien. Der geringste Hang zum Narzissmus fand sich bei Wählern von FDP und SPD. Eine andere Forschungsarbeit von 2020 kam ebenfalls zu dem Ergebnis, dass Narzissmus eine AfD-Anhängerschaft begünstigt. In dieser Arbeit wurden dabei auch andere mögliche erklärende Variablen wie Alter, Geschlecht, Bildung, Ost-West-Herkunft und Selbsteinordnung auf dem politischen Spektrum berücksichtigt.

## Narzissmus in Kultur und Gesellschaft

### Narziss versus Ödipus: 1968 und die Folgen
Der Umbruch gesellschaftlicher Leitvorstellungen in den 1960er Jahren betraf auch die Bewertung und Einschätzung des Narzissmus. Dieser Wandel war theoretisch vorbereitet in der kritischen Theorie der 1950er Jahre. Die Narzissmus-Debatte innerhalb der Psychoanalyse (Kohut-Kernberg-Kontroverse) reflektierte die allgemeine gesellschaftliche Auseinandersetzung um Autorität, Anerkennung und Identität. Äußere Repression gegen innere Verdrängung war das Leitthema der Zeit.

### Philosophie
Die Freudrezeption der Frankfurter Schule um Adorno und Horkheimer suchte psychoanalytisches Denken für kultur- und gesellschaftskritisches Denken fruchtbar zu machen. So erfuhr der Narzissmus bei Herbert Marcuse eine folgenreiche Um- und Neubewertung: Seine Rehabilitation des Narziss in Triebstruktur und Gesellschaft (orig. Eros and Civilisation von 1955) hatte großen Einfluss auf die Studentenbewegung und die gesellschaftlichen Umbrüche der 1960er Jahre. Narziss wird bei Marcuse zum neuen Leitbild einer erosfundierten Kultur, die dem angepassten Ödipus und dem prometheischen Leistungsprinzip althergebrachter Zivilisation gegenübergestellt wird: Er mutiert in seinem Entwurf zur greifbaren Utopie einer von überflüssiger Repression (Surplus repression) befreiten Gesellschaft im Zeichen des Lustprinzips.
Als Psychoanalytiker und Sozialphilosoph übertrug Erich Fromm in kritischer Auseinandersetzung mit Freud die psychoanalytischen Begriffe vom Individuum auf die Gesellschaft. Er bezeichnete Narzissmus als Gegenpol zur Liebe und unterschied neben dem Narzissmus des Einzelnen auch den Gruppennarzissmus (siehe Patriotismus oder Fanatismus). Narzissten neigen laut Fromm dazu, einen Bezug zu ihrer Umwelt dadurch zu gewinnen, dass sie Macht über sie erlangen. In Die Kunst des Liebens (orig. 1956) unterscheidet er Selbstliebe als produktive Form des Narzissmus von Selbstsucht als destruktivem Narzissmus: Freud folge der im westlichen Denken tradierten, calvinistischen Vorstellung, die beide Formen ohne weiteres in eins setze: Selbstliebe sei die schädlichste Pestilenz (Calvin). Fromm beruft sich in seiner differenzierenden Auffassung auf das biblische Gebot der Nächstenliebe:

„Die Liebe zu anderen und die Liebe zu uns selbst stellen keine Alternativen dar; ganz im Gegenteil wird man bei allen, die fähig sind, andere zu lieben, beobachten können, daß sie auch sich selbst lieben.“

Selbstsucht als destruktiver Narzissmus sei im Gegenteil gerade Zeichen mangelnder Selbstliebe und zuletzt des Selbsthasses. Unfähig, Freude an sich und seiner Kreativität zu empfinden, betrachte der selbstsüchtige Narzisst die Welt nur als Gelegenheit egoistischer Vorteilsnahme und eigensüchtiger Ausbeutung.
Er betont den Aspekt mangelnder Objektivität beim Narzissten: "Man kann den Narzißmus als einen Erlebniszustand definieren, in dem nur die Person selbst, ihr Körper, ihre Bedürfnisse, ihre Gefühle, ihre Gedanken, ihr Eigentum, alles und jedes, was zu ihr gehört, als völlig real erlebt wird, während alles und jedes, was keinen Teil der eigenen Person bildet oder nicht Gegenstand der eigenen Bedürfnisse ist, nicht interessiert, keine volle Realität besitzt (…); affektiv bleibt es ohne Gewicht und Farbe."

### Kultur- und Sozialkritik
Fromm hatte in seiner Anwendung der Psychoanalyse auf die Gesellschaft das Konzept des Sozialcharakters entworfen, das es ermöglichen sollte, den Schnittpunkt zwischen familialer und gesellschaftlicher Sozialisation zu typisieren. Das Hauptaugenmerk galt in der Auseinandersetzung mit der faschistischen Vergangenheit dem autoritären Charakter. In den 1970er Jahren löste der narzisstische Charakter bzw. ein als narzisstisch diagnostizierter neuer Sozialisationstypus den autoritären Charakter in der sozialpsychologischen und pädagogischen Debatte ab. Der Krise der Autorität im zeittypischen Generationskonflikt entsprach die Polemik der Auseinandersetzung: dem „autoritären Scheißer“ stand der „orale Flipper“ gegenüber. Auf der Grundlage der Kohutschen Narzissmustheorie wurde die Verweigerung gesellschaftlicher Anpassung durch die neuere Jugend als narzisstisches Massenphänomen diagnostiziert. Wurde traditionell die gesellschaftshistorische Schwächung väterlicher Autorität als breitenwirksame Ursache defizitärer Entwicklung herangezogen, so wandelte sich vor dem Hintergrund der neueren Theorieentwicklung der Begründungszusammenhang. In Abkehr von einer patrizentrisch-ödipalen Sichtweise fokussierte man nun auf die narzisstische Mutter-Kind-Dyade: „In ihr war nicht mehr der schwache Vater das Hauptproblem, sondern die kalte oder symbiotisch umklammernde Mutter, die den narzisstischen Charakter ihrer Kinder hervorbringen sollte. Mütterliche Kälte, Symbioseneigung oder andere narzissmusförderliche Eigenschaften der Eltern wurden in unterschiedlichem Umfang sowohl auf familiäre wie auf soziale Faktoren zurückgeführt.“
Kultur- und Sozialkritiker erweiterten diese Diagnose, um einen gesamtgesellschaftlichen Wertewandel zu charakterisieren. Sie etablierten den Begriff einer narzisstischen Gesellschaft oder Kultur, um dieser ein Vorherrschen egoistischer Werte und eine allgemeine Sucht nach Selbstdarstellung, Prominenz und Berühmtheit vorzuwerfen. Die narzisstische Gesellschaft wird als eine Gesellschaft verstanden, die Personen mit narzisstischen Charakterzügen oder Charakterstörungen bevorteile, indem sie ihrerseits narzisstischen Regeln und deren fragwürdigen Wertvorstellungen folge. Dabei wird jedoch je nach Standpunkt ein bestimmter Narzissmusbegriff kritisch ins Feld geführt, um ihn aus der Individualpathologie auf kulturelle und gesellschaftliche Phänomene zu übertragen. In der Tradition Fromms und Wilhelm Reichs geschieht dies exemplarisch etwa bei Alexander Lowen:

„Auf der individuellen Ebene ist er (der Narzißmus) eine Persönlichkeitsstörung, die gekennzeichnet ist durch eine übertriebene Pflege des eigenen Image auf Kosten des Selbst. Narzißtische Menschen sind mehr daran interessiert, wie sie anderen erscheinen, als an dem, was sie fühlen. Tatsächlich leugnen sie Gefühle, die dem von ihnen angestrebten Image widersprechen. Da sie ohne Gefühl handeln, neigen sie zu verführerischem und manipulativem Verhalten und streben nach Macht und Herrschaft. Sie sind Egoisten, auf ihre eigenen Interessen ausgerichtet, aber ihnen fehlen die wahren Werte des Selbst – nämlich Selbstausdruck, Gelassenheit, Würde und Integrität. Auf der kulturellen Ebene kann man den Narzißmus an einem Verlust menschlicher Werte erkennen – an einem Fehlen des Interesses für die Umwelt, an der Lebensqualität, an den Mitmenschen. Eine Gesellschaft, die die natürliche Umwelt dem Profit und der Macht opfert, verrät, dass sie für menschliche Bedürfnisse unempfindlich ist. Wenn Reichtum einen höheren Rang einnimmt als Weisheit, wenn Bekanntheit mehr bewundert wird als Würde, wenn Erfolg wichtiger ist als Selbstachtung, überbewertet die Kultur selbst das ‚Image‘, und man muss sie als narzißtisch ansehen.“

Ursprünglich bediente sich die konservative Kulturkritik dieser Übertragung unter Berufung auf einen Narzissmusbegriff, der an der Freudschen Auffassung familialer Sozialisation orientiert ist (Narzissmus als mangelnde Reife). Der US-amerikanische Historiker und Sozialkritiker Christopher Lasch lieferte mit dem vieldiskutierten Bestseller The culture of narcissism: American life in an age of diminishing expectations (1979) die Grundlage dieser Debatte. Lasch vertrat die für die damalige Zeit provokante These, dass die amerikanische Gesellschaft, eine gute Dekade nach der Protestbewegung der späten 1960er Jahre, sich zunehmend durch narzisstische Tendenzen auszeichne. Die 68er-Bewegung, mit der er selbst sympathisiert hatte, deutete er jetzt als eine narzisstische Kulturrevolution. Diese sei zunächst im Zeichen der Selbstverwirklichung angetreten, habe sich dann aber – als therapeutische Gesellschaft – in die Sackgasse eines durch den Mangel an Bindungsfähigkeit und Generativität gekennzeichneten Hedonismus begeben. Die Ursachen der narzisstischen Deformation der amerikanischen Gesellschaft sah er in der Auflösung der traditionellen Familienbindungen und der damit einhergehenden Kindheitstraumata. Laschs Argumentation war eine Kombination aus psychoanalytischen, marxistischen und konservativen Elementen, aus einer auf Freud basierenden Kapitalismus- und Modernismus-Kritik.
Der deutsche Psychiater und Autor Hans-Joachim Maaz formuliert in Die narzisstische Gesellschaft: Ein Psychogramm (2012) eine Neuauflage dieser kritischen Nutzung des umstrittenen Begriffs. Er bescheinigt den westlichen Konsumgesellschaften einen Mangel an Orientierung und Moral. Die Menschen dieser Gesellschaft seien von einer Gier nach Konsumgütern oder sonstigen Vorteilen in Schule, Beruf und Privatleben getrieben. Zwar sei der Narzissmus bei den Prominenten (Politiker, Manager, Stars) besonders stark ausgeprägt, er betreffe aber die Bevölkerung im Ganzen. Die Gier sei Ausdruck einer narzisstischen Persönlichkeitsstörung; immer mehr Menschen würden zu Narzissten, d. h. zu Persönlichkeiten, die um Anerkennung und Bestätigung rängen, in Wahrheit aber tief verunsichert seien. Das narzisstische Defizit bedürfe einer Kompensation durch die Ablenkungen der im Leben der Menschen allgegenwärtigen Konsum-, Unterhaltungs- und Tourismusindustrie. Das den Hals nicht voll kriegen können, die unaufhörliche Suche nach dem Kick sei auch die tiefere Ursache der anhaltenden Krisen in den Finanz-, Wirtschafts- und Sozialsystemen der modernen Gesellschaften; diese ließen sich letztlich nur beheben, wenn Mittel und Wege gefunden würden, das Problem des Narzissmus in den Griff zu bekommen.
2013 legte der österreichische Psychiater und Gerichtsgutachter Reinhard Haller ein Buch mit dem Titel die „Narzissmus-Falle“ vor, worin er den Narzissmus ebenfalls als ein Phänomen mit soziokultureller, nicht nur individualpsychologischer Tragweite darstellt. Der Autor bescheinigt den heutigen Führungseliten in Wirtschaft und Gesellschaft, die gleichen Charakterstrukturen aufzuweisen, die er in seiner Praxis als Gerichtsgutachter auch an Schwerverbrechern feststellen könne. Haller fordert eine Rückkehr zu altruistischen Werten.
Der Psychiater und Neurowissenschaftler Raphael Maria Bonelli kritisierte 2016 in seinem populärwissenschaftlichen Buch über den männlichen Narzissmus die in seinen Augen theorielastige Narzissmusdiskussion des 20. Jahrhunderts und plädierte für ein naturwissenschaftliches Narzissmusverständnis unter Berücksichtigung empirischer Forschungsergebnisse. Dabei beruft er sich auf die neurobiologischen und genetischen Forschungen von Robert Cloninger.
Die Konjunktur des sozialpsychologischen Narzissmus-Begriffs zeigt sich auch an einer 2012 erschienenen Publikation des GEO-Verlags mit dem bezeichnenden Titel: Narzissmus: Werden wir zur Gesellschaft auf dem Ego-Trip?
2013 sprach der spätere Papst Franziskus vom theologischen Narzissmus einer Kirche, die nur noch um sich selbst kreist. Anstelle der lebendigen Verkündigung des Evangeliums sei die Selbstbeweihräucherung und bloße Verwaltung des Glaubens getreten: „Wenn die Kirche nicht aus sich selbst herausgeht, um das Evangelium zu verkünden, kreist sie um sich selbst. Dann wird sie krank" (vgl. die gekrümmte Frau im Evangelium). Die Übel, die sich im Laufe der Zeit in den kirchlichen Institutionen entwickeln, haben ihre Wurzel in dieser Selbstbezogenheit. Es ist ein Geist des theologischen Narzissmus.“
Diese Kritik hatte offenbar entscheidend zur Wahl Jorge Mario Bergoglios zum neuen Papst beigetragen. In seiner Weihnachtsansprache an die Kurie 2014 wiederholte er diese Diagnose. Im Katalog der 15 kurialen Krankheiten bemängelte er die narzisstische Selbstbezogenheit innerhalb der Institution als elitaristische Abwendung von Gott: „Es ist die Krankheit des reichen Toren aus dem Evangelium, der glaubte, ewig zu leben (vgl. Lk 12,13-21 ), und derer, die sich zu Herren machen und sich allen überlegen fühlen statt im Dienste an allen. Sie rührt oft von der Sucht nach Macht und vom Komplex der Erwählten, vom Narzissmus, der leidenschaftlich das eigene Ebenbild betrachtet und nicht das Abbild Gottes, das sichtbar ist im Antlitz der anderen, vor allem der Schwächsten und Bedürftigsten" (Evangelii Gaudium 197-201).“

### Organisationsforschung und Managementtheorie
Der Begriff wird auch in der Organisationsforschung und der Managementtheorie benutzt, wo untersucht wird, wie sich die Einstellungen und das Handeln von narzisstischen Persönlichkeiten in Führungsetagen auf den Unternehmenserfolg auswirken. Zugleich wird Narzissmus auch als ein kollektiver Charakterzug verstanden, wonach ganze Gruppen und Organisationen in ihren Anschauungsweisen und in ihrem Handeln narzisstische Wesenszüge aufweisen können. Dabei stellt sich – wie im Allgemeinen auch – die schwierige Frage, wie produktive Formen des Narzissmus (etwa visionäres Handeln) von destruktiven (beispielsweise Größenwahn) unterschieden werden können.
Der Psychoanalytiker Otto Friedmann Kernberg konstatierte anhand von Studien zu sozialen Organisationen (Spitälern, religiösen Instituten, Bildungseinrichtungen, nichtpolitischen Organisationen) dass, wenn ein Mensch mit narzisstischer und paranoider Persönlichkeit an der Spitze einer Organisation steht, diesem solche Leute am nächsten stehen, die ihm zu schmeicheln wissen und die sich furchtlos untergeben, weil sie ihn manipulieren. Das Erfordernis, sich einer gefährlichen Macht zu unterwerfen, mache die gesamte Organisation adaptiv paranoid. „Wer sich mit dem System nicht identifizieren kann, geht in eine innere Emigration oder flüchtet.“

### Psychologische Fachliteratur
- Eva Neumann, Hans-Werner Bierhoff: Ichbezogenheit versus Liebe in Paarbeziehungen. In: Zeitschrift für Sozialpsychologie. Band 1, 2004, S. 33–44 (online) (PDF; 121 kB)
- Heinz-Peter Röhr: Narzissmus. Das innere Gefängnis. 8. Auflage. Walter-Verlag, Zürich u. a. 2005, ISBN 3-530-40059-9. (dtv, München 2005, ISBN 3-423-34166-1)
- Bärbel Wardetzki: Weiblicher Narzissmus. Der Hunger nach Anerkennung. 21., überarbeitete Auflage. Kösel, München 2009, ISBN 978-3-466-30765-4.
- Pablo Hagemeyer: Gestatten, ich bin ein Arschloch. 13. Auflage, Edel Verlagsgruppe, Hamburg 2022, ISBN 978-3-95910-246-9.

### Psychoanalytische Fachliteratur
- Martin Altmeyer: Narzissmus und Objekt. Ein intersubjektives Verständnis der Selbstbezogenheit. 2. Auflage. Verlag Vandenhoeck & Ruprecht, Göttingen 2004, ISBN 3-525-45872-X.
- Michael Ermann: Narzissmus. Vom Mythos zur Psychoanalyse des Selbst. Kohlhammer, Stuttgart 2020, ISBN 978-3-17-036282-6
- Béla Grunberger: Vom Narzißmus zum Objekt. Suhrkamp, Frankfurt am Main 1976, ISBN 978-3-518-07280-6; auch Psychosozial-Verlag, Gießen 2001, ISBN 978-3-89806-057-8.
- Otto Friedmann Kernberg, Hans-Peter Hartmann (Hrsg.): Narzissmus. Grundlagen – Störungsbilder – Therapie. Schattauer, Stuttgart 2006, ISBN 3-7945-2466-7.
- Heinz Kohut: Narzißmus. Eine Theorie der psychoanalytischen Behandlung narzißtischer Persönlichkeitsstörungen. Suhrkamp, Frankfurt am Main 1976, ISBN 3-518-27757-X.
- Jean Laplanche und Jean-Bertrand Pontalis, »Narzissmus«, in: Das Vokabular der Psychoanalyse (Vocabulaire de la psychanalyse, 1967), Suhrkamp, Frankfurt 1973.
- Roland Mugerauer: Narzissmus. 2., verbesserte und um ein Vorwort erweiterte Auflage. Tectum, Marburg 2010, ISBN 978-3-8288-2459-1.
- Gerd Rudolf: Strukturbezogene Psychotherapie. Leitfaden zur psychodynamischen Therapie struktureller Störungen. 3., überarb. und erw. Auflage. Schattauer, Stuttgart 2013, ISBN 978-3-7945-2857-8 (eingeschränkte Vorschau in der Google-Buchsuche).
- Wolfgang Schmidbauer: Die Geheimnisse der Kränkung und das Rätsel des Narzissmus. (= Leben lernen. Band 303). Klett-Cotta, Stuttgart 2018, ISBN 978-3-608-89230-7 (Rezension [abgerufen am 18. September 2021]).
- Winfrid Trimborn: Der Verrat am Selbst. Zur Gewalt narzisstischer Abwehr. In: Psyche. Band 57, Nr. 11, 2003, S. 1033–1056.
- Hans-Jürgen Wirth: Narzissmus und Macht. Zur Psychoanalyse seelischer Störungen in der Politik (= Psyche und Gesellschaft). 5. Auflage. Psychosozial-Verlag, Gießen 2011, ISBN 978-3-8379-2152-6 (psychosozial-verlag.de [abgerufen am 17. Juni 2017] Leseprobe): „Mit Hilfe detaillierter Fallstudien – Uwe Barschel, Helmut Kohl, Joschka Fischer und Slobodan Milošević – analysiert der Autor die Verflechtungen zwischen der individuellen Psychopathologie und den ethnischen, religiösen und kulturellen Identitätskonflikten der umgebenden Gruppe.“